# 聖アントニウスの誘惑 (ヴェロネーゼ)
『聖アントニウスの誘惑』（せいアントニウスのゆうわく、伊: La tentazione di Sant'Antonio, 仏: La tentation de Saint Antoine, 英: The Temptation of Saint Anthony）は、ルネサンス期のイタリアのヴェネツィア派の画家パオロ・ヴェロネーゼが1552年から1553年頃に制作した宗教画である。油彩。キリスト教の聖人である聖アントニウスが砂漠で隠者として生活していたときの有名なエピソードである「聖アントニウスの誘惑」を主題としている。マントヴァの枢機卿エルコレ・ゴンザーガの依頼でマントヴァ大聖堂のために制作された。現在はフランス北西部のカルヴァドス県カーンにあるカーン美術館に所蔵されている。

## 主題
3世紀から4世紀の聖人である聖アントニウスは修道院制度の創始者とされている。エジプトに生まれた聖アントニウスは、両親が死去すると財産を貧しい人々に分け与えたのち、砂漠に隠遁し、隠者として孤独な禁欲的生活を続けたが、悪魔たちの攻撃と誘惑に苦しめられたと伝えられている。悪魔たちは庵室にいる聖人を襲い、聖人を空中に吊り上げたり、あるいはその身体を引き裂こうとするが、神が聖アントニウスのもとに現れると逃走したと伝えられている。

## 制作経緯
マントヴァ大聖堂は1545年に起こった火災で壊滅的な被害を被った。そのため若いフランチェスコ3世・ゴンザーガとグリエルモ・ゴンザーガに代わって当時マントヴァを統治していたエルコレ・ゴンザーガ枢機卿はマントヴァ大聖堂の再建に着手した。新たな大聖堂は建築家でもあったジュリオ・ロマーノによってルネサンス様式で設計されたが、着工後間もなく死去し、建設はジローラモ・ジェンガとジョヴァンニ・バッティスタ・ベルターニに引き継がれた。本作品はこの再建されたマントヴァ大聖堂の脇祭壇のために制作された祭壇画の1つである。その他の祭壇画はドメニコ・ブルサソルチやパオロ・ファリナティなど様々な画家に依頼された。祭壇画は1552年に発注され、ヴェロネーゼは翌1553年3月までに完成させた。

## 作品

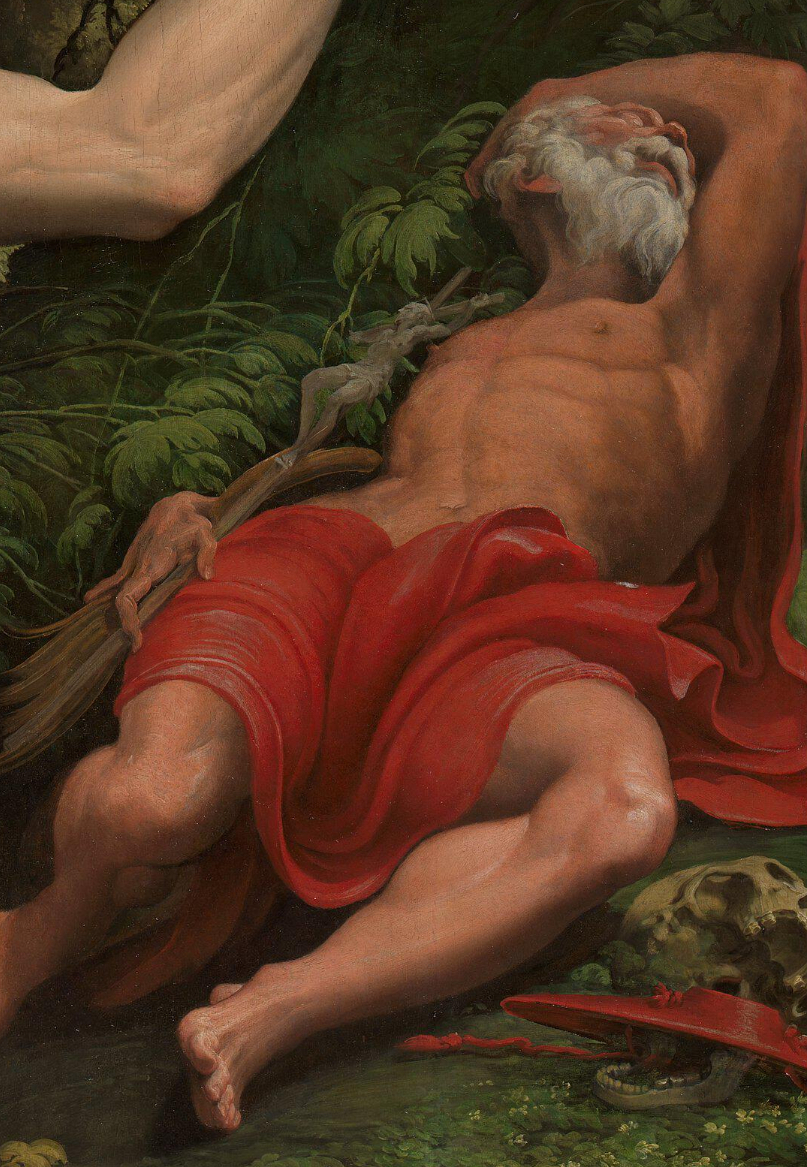
パルミジャニーノが『聖ヒエロニムスの幻視』で描いた聖ヒエロニムス。1526年から1527年。ロンドン・ナショナル・ギャラリー所蔵。

ヴェロネーゼは悪魔たちの誘惑に苦悩する聖アントニウスを描いている。大地の上に押し倒された聖アントニウスは、馬の脚の骨で殴ろうとするヘラクレスのごとき逞しい悪魔に抵抗している。その横では美しい誘惑者が豊満な胸を見せて聖人を悩ませ、さらに自らを守ろうとする聖人の左手に爪を食い込ませて苦痛を与えている。この一見魅惑的な女性は悪魔の化身に他ならない。なぜなら爪だけでなく髪の間に2本の角を持っているからである。ヴェロネーゼは聖人の手にアントニウス会の隠者たちが所持した同修道会の規則書と鐘を握らせることで、描かれた人物が彼らの守護聖人、聖アントニウスであることを示している。構図は力強く、抑えられた色彩で描かれ、短縮法は巧みである。拡散する光はシーンの超自然的な雰囲気を強調しつつ、誘惑者の肉体を際立たせている。「聖アントニウスの誘惑」は主に北方ルネサンスの画家を中心に多く描かれてきたが、その中でも若いヴェロネーゼの構図は劇的かつ独創的である。
ヴェロネーゼはヴェネト地方の繊細な色彩に加えて優れたデッサン技術を併せ持つことで、色彩とデッサンの伝統的対立を克服した。この点でヴェロネーゼは他のヴェネツィア派の画家たちと一線を画しており、本作品はその特徴がいかんなく発揮されている。また1550年代のヴェロネーゼに顕著なエミリア地方の美術との関係性も明確に示している。コレッジョ、パルミジャニーノ、ジュリオ・ロマーノなどの芸術家を参照したことは、ヴェロネーゼの初期のキャリアにおいて重要である。また本作品がマントヴァのために制作されたものであるため、ヴェロネーゼは発注者の趣好に合った絵画を制作する必要があった。
図像的源泉についてはいくつかの作品が指摘されている。逞しい悪魔はおそらくロッソ・フィオレンティーノの版画「ヘラクレス」（Ercole）に由来し、苦悩する聖人の姿勢はロンドン・ナショナル・ギャラリーに所蔵されているパルミジャニーノの祭壇画『聖ヒエロニムスの幻視』（Visione di san Girolamo）の聖ヒエロニムスに由来すると考えられている。大胆な短縮法の使用はジュリオ・ロマーノとコレッジョの両作品に頻繁に見られる。人物像の記念碑性、身体の捻り、ある種の息苦しさは、おそらくジュリオ・ロマーノの影響と思われるマニエリスムの影響を強く受けている。また悪魔の力強い筋肉はミケランジェロ・ブオナローティやティツィアーノ・ヴェチェッリオの作品の特定の人物像を彷彿とさせる。
おそらく画面左端は切り取られている。

## 来歴
祭壇画は完成するとマントヴァ大聖堂に設置されると、ジョルジョ・ヴァザーリはこれを称賛した。しかし祭壇画の名声により1797年にナポレオン率いるフランス軍によって大聖堂から持ち去られた。その後、1801年にカーン市に寄贈され、1806年に一般公開された。

## 影響
本作品は19世紀のフランスの作家ジュール・バルベー・ドールヴィイに影響を与えたことが知られている。ドールヴィイは短編小説集『悪魔のような女たち』（Les Diaboliques）の中の1編「ある女の復讐」（La Vengeance d'une femme）に登場する女性の行動をヴェロネーゼが描いた誘惑者にたとえて描写した。またドールヴィイがギヨーム＝スタニスラス・トレビュティエンに宛てた書簡集『トレビュティエンへの手紙』（Lettres à Trebutien）にもインスピレーションを与えた。

## ギャラリー
カーン美術館所蔵の他のヴェロネーゼ作品

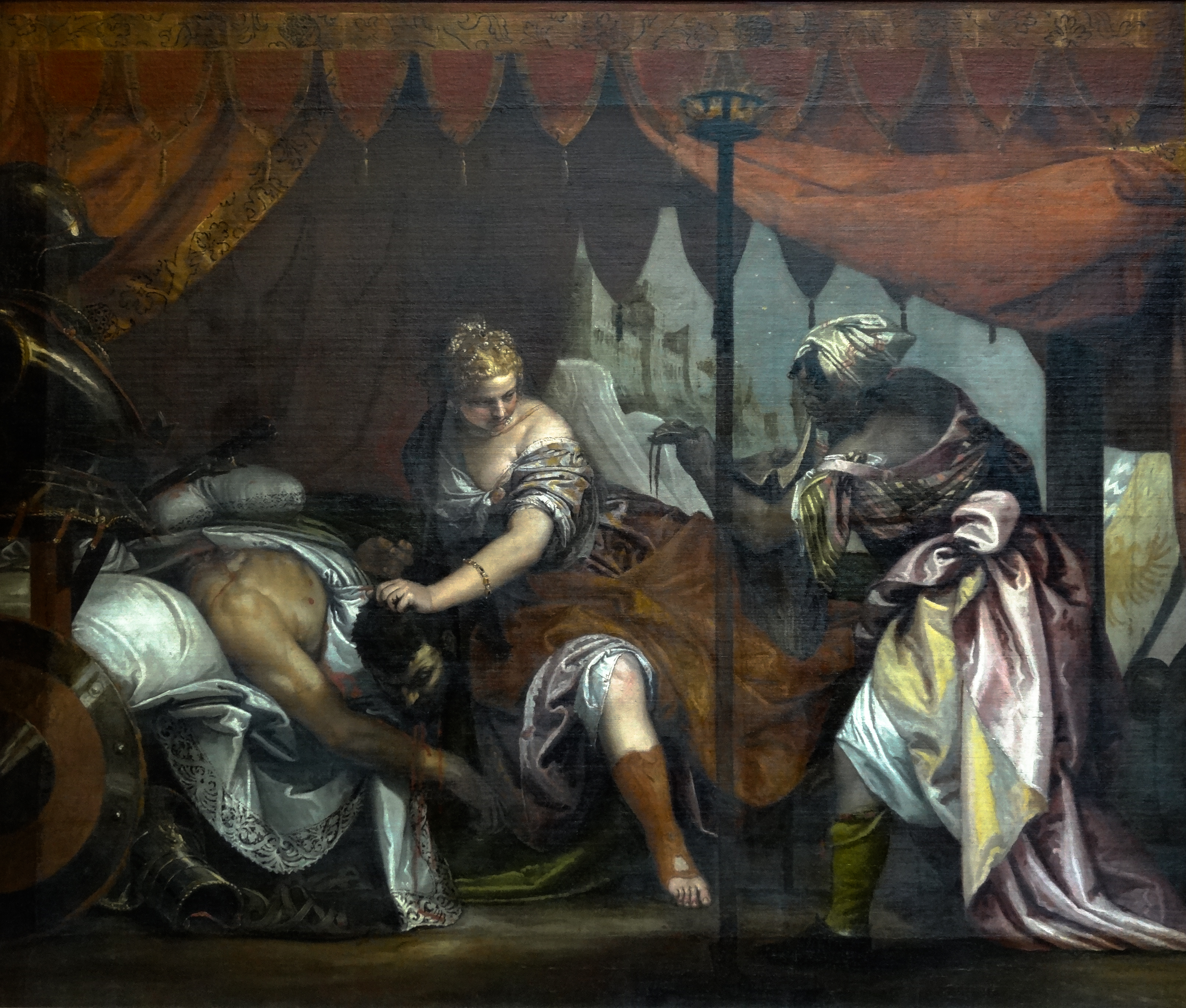
『ユディトとホロフェルネス』1580年頃
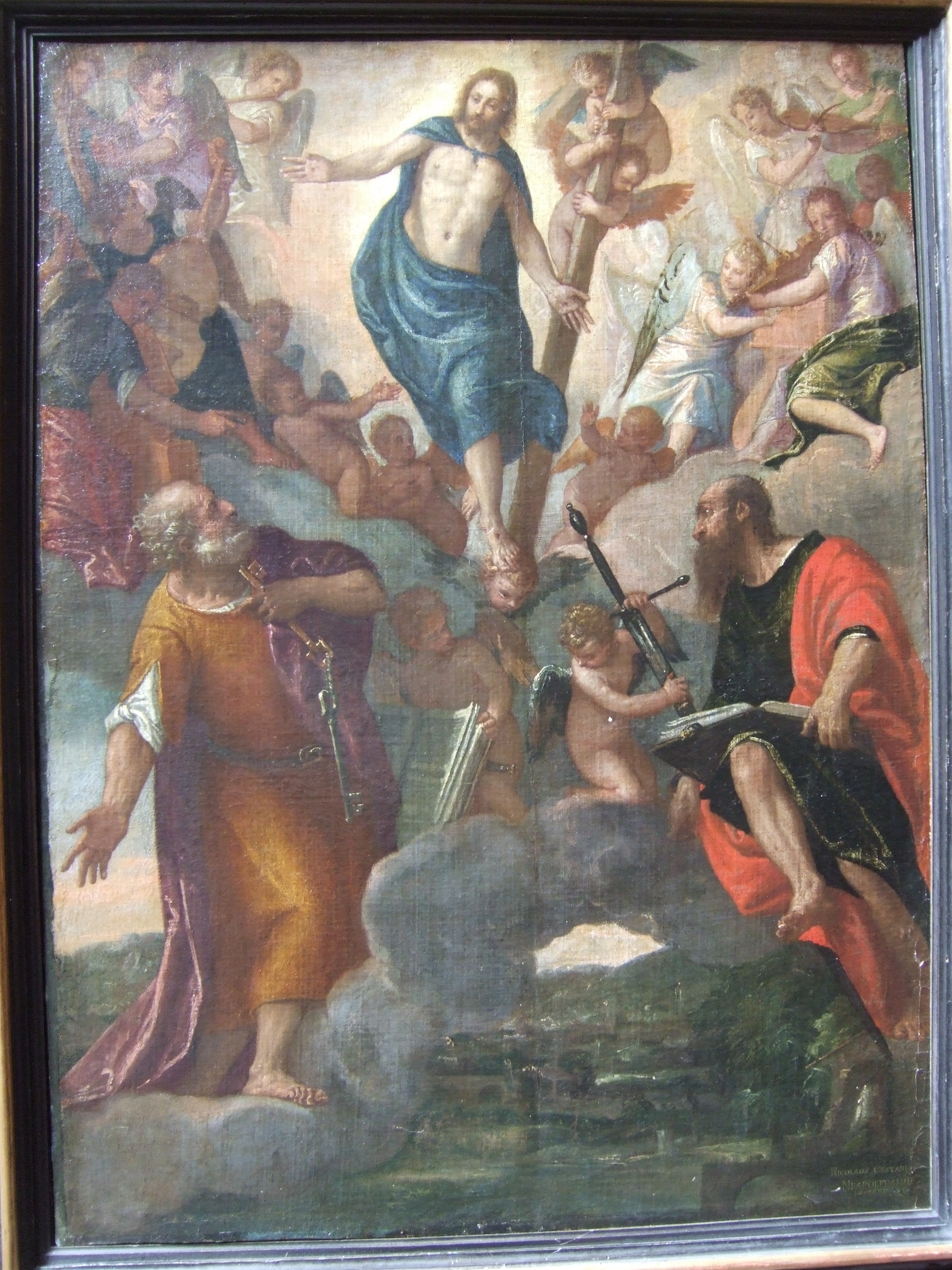
『聖ペテロと聖パウロの前に現れるキリスト』16世紀